# Evros (fiume)
L'Evros o Marica (in bulgaro Марица? /ˈmarit͡sa/, in italiano a volte traslitterato Maritsa o Marizza; in turco Meriç; in greco Έβρος? /ˈevros/, in latino Hebrus, da cui il nome italiano alternativo di Ebro) è un fiume dell'Europa sudorientale che scorre in Bulgaria, Grecia e Turchia. Con una lunghezza di 514 km e un bacino idrografico di oltre 53 000 km², costituisce uno dei più importanti corsi d'acqua della Penisola balcanica.

## Storia
Il 26 settembre 1371, vicino al villaggio di Ormenio (attuale Grecia), fu combattuta la battaglia della Marizza, vinta dai Turchi ottomani contro i Serbi.

## Geografia
Il fiume nasce presso il monte Mussala nel massiccio del Rila, nella Bulgaria occidentale; scorre con andamento O-SE in una fertile pianura tra i monti Balcani e i monti Rodopi, percorrendo oltre 300 km in territorio bulgaro, fino ad attraversare la città di Filippopoli. Dopo aver segnato per un breve tratto il confine tra la Grecia e la Bulgaria l'Evros entra poi nella Tracia turca, bagnando Adrianopoli e segnando poi il confine turco-ellenico per sfociare nel Mar Egeo nei pressi di Enez, non lontano da Alessandropoli.
Il fiume è usato per la produzione di energia elettrica e per l'irrigazione, mentre la navigazione è impossibile per la scarsità d'acqua.

### Affluenti
I maggiori tributari della Maritsa sono:
- Tributari di sinistra
  - Topolnica
  - Luda Jana
  - Strjama
  - Sazlijka
  - Tundža
  - Ergene
- Tributari di destra
  - Čepinska reka
  - Văča
  - Čepelarska reka
  - Harmalijska reka
  - Arda
  - Luda reka

## Toponomastica
Al fiume Marica sono intitolati:
- il monte Maritsa, sull'isola Livingston, nelle isole Shetland Meridionali (Antartide);
- l'Hebrus Valles su Marte;
- la prefettura dell'Evros, in Grecia.